# Pseudodistoma michaelseni
Pseudodistoma michaelseni is een zakpijpensoort uit de familie van de Pseudodistomidae. De wetenschappelijke naam van de soort is voor het eerst geldig gepubliceerd in 1968 door Millar.